# لیزا ونگلر
لیزا ونگلر (انگلیسی: Lisa Wengler؛ زادهٔ ۲۵ مهٔ ۱۹۹۲) بازیکن فوتبال اهل لوکزامبورگ است.
وی همچنین در تیم ملی فوتبال Luxembourg بازی کرده‌است.